# Спасо-Преображенская церковь (Чечерск)
Спасо-Преображенская церковь, также известная как Храм Преображения Господня — православная церковь, расположенная в городе Чечерск Гомельской области Беларуси.

## История
Церковь была построена в 1783 году по инициативе графа З. Г. Чернышёва, владельца города Чечерска, и стала одной из первых православных церквей, возведённых на белорусской земле после присоединения к России. Церковь возвели в ансамбле с несколькими другими храмами, которые не сохранились до наших дней. В открытии и освящении храма принимала участие Екатерина II. По сведениям, во всех чечерских храмах в 1882 году было по два образа (Вознесения Господня и Успения Пресвятой Богородицы), написанные приглашенным в Чечерск итальянским живописцем. Также были дорогая серебряная утварь и ризы.
В 1897 году Чечерск посетил епископ Могилёвский и Мстиславский Мисаил. Газета «Могилевские Епархиальные ведомости» в отчете об этом событии сообщала, что Спасо-Преображенская церковь была в настолько плохом состоянии, что в ней очень редко проводили богослужения. Впрочем, в годы репрессий из храмов Чечерска только Спасо-Преображенская церковь не была снесена: в её здании находились склады райпотребсоюза. 15 июня 1946 года исполком Чечерского совета депутатов официально передал здание и культовое имущество храма в пользование Белорусской православной церкви, а с 21 мая 1953 все склады были убраны из здания церкви окончательно.
В начале 2000-х годов церковь была отреставрирована. Она является действующей и по сей день.

## Описание
Храм представляет собой двухъярусную ротонду с полусферическим куполом на ступенчатом барабане и притвором-колокольней с гранёным куполом в формах архитектуры классицизма (деревянная конструкция). Деревянный купол церкви перекрывает пролёт около 15 м. Основная часть делится на нижний и верхний ярусы. Стены нижнего яруса разделены пилястрами, полукруглыми и плоскими нишами, стены верхнего яруса — филенчатыми рамами. Оконные проёмы прямоугольные.
Внутри алтарная часть отделена шестистворчатым иконостасом. Над входом расположены деревянные хоры. Отделка выполнена пилястрами со стилизованными капителями, карнизами и росписью итальянских мастеров. В алтаре церкви хранится уникальная икона «Сошествие во ад», датированная 1678 годом (автор — Ян Санкович).